# Fahrzeug- und Jagdwaffenwerk „Ernst Thälmann“

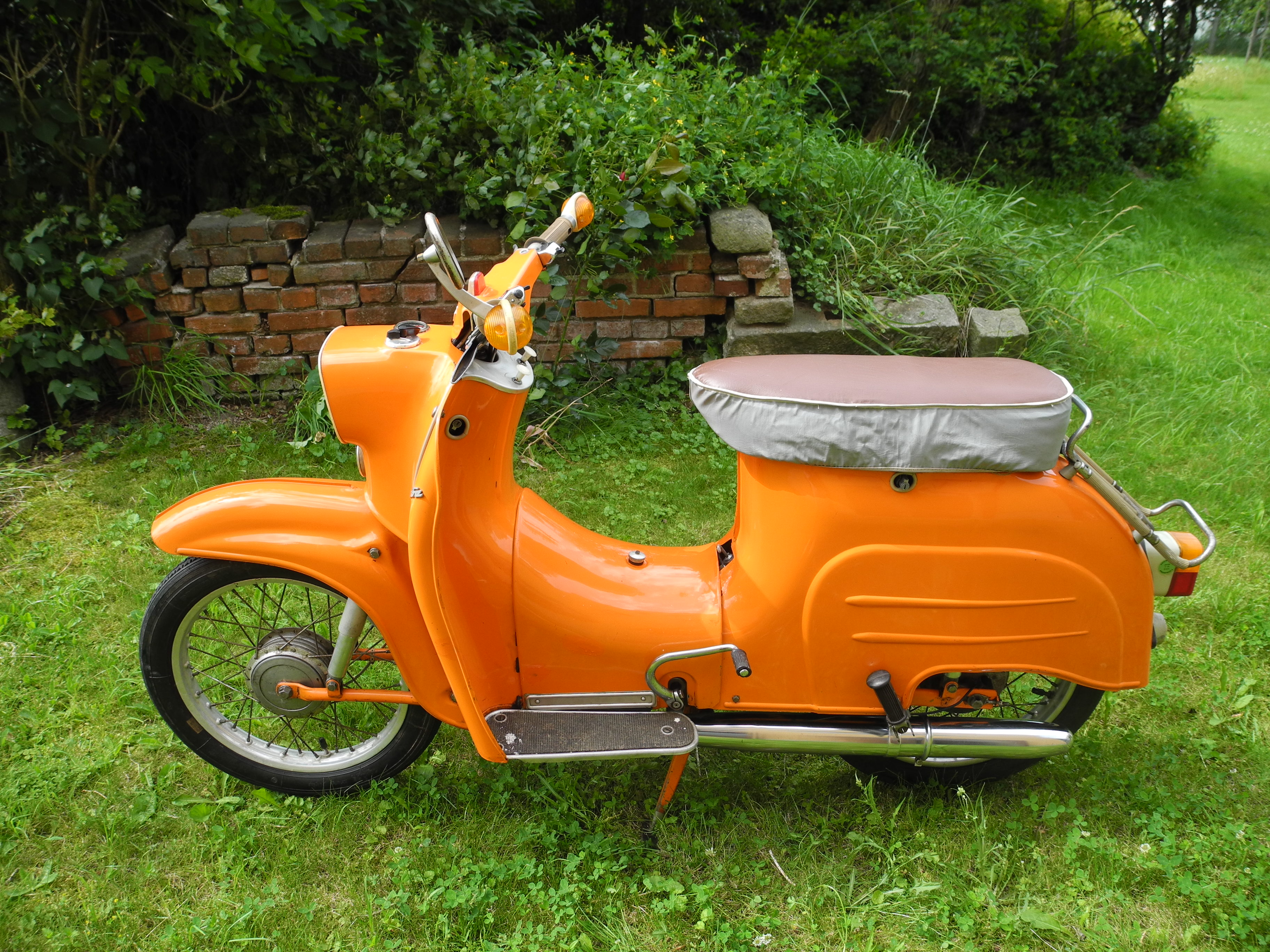
Motorroller Simson Schwalbe KR51 aus Suhl

Das VEB Fahrzeug- und Jagdwaffenwerk „Ernst Thälmann“ war ein Volkseigener Betrieb der DDR in Suhl. Das Unternehmen stellte von 1968 bis 1990 Zweiräder und Gewehre unter verschiedenen Markennamen her. Im amtlichen Schriftverkehr, zum Beispiel bei der Zulassungsbehörde, wurde das Unternehmen oft mit „FAJAS“ abgekürzt. Der Betrieb war Stammbetrieb des IFA-Kombinats für Zweiradfahrzeuge.

## Geschichte
Der VEB Fahrzeug- und Jagdwaffenwerk „Ernst Thälmann“ ging auf verschiedene Suhler Unternehmen zurück, die nach dem Zweiten Weltkrieg teilweise von der Sowjetunion als Reparationsleistung demontiert wurden, teils von der Sowjetischen Militäradministration in Deutschland und dann der DDR in Volkseigentum umgewandelt wurden.
Die direkten Vorgänger des Unternehmens waren das VEB Fahrzeug und Gerätewerk Simson Suhl (Zweiradhersteller) sowie das VEB Ernst-Thälmann-Werk Suhl (Waffenhersteller).
Durch den Weggang vieler Firmen und deren Mitarbeiter aus Suhl und dessen Umgebung, zum Beispiel J. P. Sauer & Sohn (gegründet 1751, jetzt in Isny), Carl Walther GmbH (gegründet 1886, jetzt in Ulm) sowie J. G. Anschütz aus Zella-Mehlis (gegründet 1856, jetzt ebenfalls Ulm), blieben nach dem Zweiten Weltkrieg viele Industrieanlagen in der Stadt ungenutzt. Dennoch begann 1948 mit der AWO 425 auf Befehl der Sowjetischen Militäradministration wieder die Produktion von Motorrädern in Suhl. Später wurde eine ganze Palette von Fahrzeugen gefertigt.
Die Waffenproduktion in Suhl begann zunächst mit Jagdgewehren, später wurden auch Luft- und Kleinkalibergewehre hergestellt. Im Zuge der Aufrüstung der Nationalen Volksarmee war das Unternehmen Zulieferer für den VEB Geräte- und Werkzeugbau Wiesa für Waffen der Kalaschnikow-Waffenfamilie.
Nach der Deutschen Wiedervereinigung wurde der VEB von der Treuhandanstalt übernommen und privatisiert. Nachfolger waren unter anderem die Suhler Fahrzeugwerk GmbH, die Jagd- und Sportwaffen Suhl GmbH, heute Merkel Jagd- & Sportwaffen GmbH, sowie mehrere kleine Waffenfirmen.

## Marken

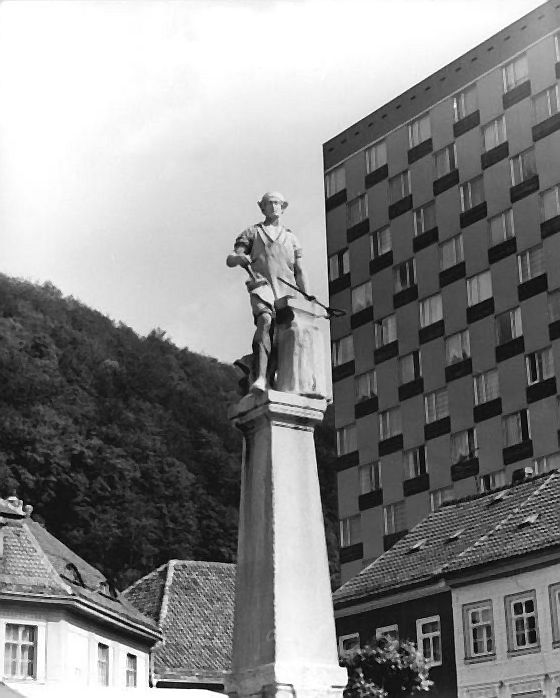
Suhler Waffenschmied-Denkmal auf dem Suhler Markt

Die zu DDR-Zeiten produzierten Waffen wurden unter den Markennamen verschiedener Suhler Traditionsfirmen verkauft:
- C. G. Haenel
- Simson